# Chromogobius zebratus
Chromogobius zebratus — вид бичків (Gobiidae), що мешкає в Середземному і Адріатичному морях. Сягає довжини 5,3 см.